# مارکوس گیل
مارکوس گیل (انگلیسی: Marcus Gayle؛ زادهٔ ۲۷ سپتامبر ۱۹۷۰) یک بازیکن فوتبال اهل بریتانیا است.
وی همچنین در تیم ملی فوتبال جامائیکا بازی کرده‌است.